# Майская кровавая неделя
Майская кровавая неделя с воскресения 21 мая по воскресение 28 мая 1871 года является заключительным эпизодом истории Парижской коммуны. В ходе кровопролитных боёв Версальская армия разгромила силы коммунаров (федералистов), город подвергся сильным разрушениям, а взятые в плен коммунары были казнены на кладбище Пер-Лашез по приговору военно-полевого суда.

## Предыстория
22 дня длилось обсуждение программы коммуны в различных комиссиях совета, и когда она наконец была обнародована, то было уже поздно, да к тому же в ней не было выставлено никаких определённых практических требований. Во многих промышленных центрах (Лион, Сент-Этьен, Марсель, Тулуза, Бордо, Лимож) восстания были легко подавлены. После этого падение столицы было только вопросом времени. Перед ней стояло уже 130-тысячное войско, собранное под начальством Мак-Магона главным образом из военнопленных Меца и Седана, возвращение которых на родину было ускорено Германией по просьбе версальского правительства. Осадные работы продвигались вперед со скоростью тем большей, что в ведении военных дел коммуны царила полнейшая безурядица. В этом отношении никакой перемены не последовало и после замены Клюзере Росселем. На этого бывшего артиллерийского офицера, который импонировал совету своим хладнокровием, краткостью и силой своей речи, возлагались большие надежды, но они нисколько не оправдались. Не помогли делу и тем, что заменили прежнюю исполнительную комиссию коммуны новой, а затем учредили комитет общественного спасения (2 мая), состав которого вскоре переменили целиком. Ничего не изменило в ходе военных действий и увольнение Росселя. Один за другим переходили в руки версальцев важнейшие форты, немецкие оккупационные войска не препятствовали правительственным войскам окружить столицу с севера и востока, а 21 мая они без боя вступили в Париж, через ворота, которые почему-то были оставлены федералистами без охраны.

## Ход событий

Парижская ратуша до и после Майской кровавой недели

Версальцам предстояло завоевать улицы Парижа, заграждённые сильными баррикадами, вооружёнными в том числе и артиллерией. Началась восьмидневная уличная резня, беспощадная с обеих сторон, ужасающая по своим подробностям. Федералисты получили приказ поджигать или взрывать всякий дом, который они вынуждены были оставить. Всецело пожары, омрачившие последнюю борьбу, не могут быть объяснены соображениями защиты; наряду с последними несомненно действовала и жажда мести. Если огонь уничтожил лишь несколько улиц и ряд общественных зданий, то исключительно благодаря быстрому натиску версальцев, которые занимали одну часть города за другой. По-видимому, не все поджоги должны быть поставлены в вину федералистам. Адмирал Сессэ, которого нельзя заподозрить в приверженности к коммуне, призванный свидетелем в следственную комиссию, прямо объявил, что пожар Тюильри, ратуши, министерства финансов и счётной палаты — дело бонапартистов. В этих зданиях хранилась масса всякого рода документов и отчётов, относившихся к периоду до империи.
В последние 3 дня коммуны из нескольких сот заложников, содержавшихся в тюрьмах Парижа, федералисты расстреляли 63 человека, в том числе парижского архиепископа Дарбуа. Казнённые были почти все мирные граждане, которые не создавали коммуне никаких затруднений. Наконец, после последних боёв на кладбище Пер-Лашез и в Бельвиле, 28 мая наступил конец борьбе: весь Париж был уже в руках версальцев. Последний оплот коммунаров — форт Венсен — был сдан 29 мая. Знамя парижских коммунаров, под которыми сражались последние защитники коммуны, было тайно вывезено в Лондон, и лишь в 1880 году вернулось в Париж, а в 1924 году, после смерти Ленина, было торжественно передано в СССР.

## Последствия
Начали свою работу военно-полевые суды под руководством генерала Аппера, перед которыми в 1871—1872 годах предстали 10488 человек — из более чем 36000 арестованных. Военные трибуналы вынесли приговоры 8525 осужденным, из них свыше 400 были отправлены на каторгу, около 4000 заключены в крепости, а 293 — расстреляны. Расстрел коммунаров производился, в частности, у стены кладбища Пер-Лашез; на этом месте сейчас висит мемориальная доска. Число федералистов, расстрелянных без суда, в течение братоубийственной недели, Мак-Магон определяет в 15000 человек, а генерал Аппер считает вдвое более.